# Alexandre von Fürstenberg
Principe Alexandre Von Furstenberg (em alemão Alexandre Egon Prinz zu Fürstenberg, (25 de janeiro de 1970) é filho de designers de moda Diane von Fürstenberg e Príncipe Egon von Fürstenberg. Von Furstenberg é Diretor de Investimentos da Ranger Global Advisors, LLC, uma firma familiar  se concentra em investimentos oportunistas.

## Biografia
Ele é filho de designers de moda Diane von Fürstenberg  e Príncipe Egon von Fürstenberg. Sua mãe é de uma família judia belga, originária da atual Moldávia e Grécia; Seu pai era meio alemão e meio italiano, filho do príncipe alemão Tassilo zu Fürstenberg da Casa de Fürstenberg e sua primeira esposa italiana. Clara Agnelli, a irmã mais velha do presidente da FIAT, Gianni Agnelli. Seus pais se divorciaram em 1972.
O príncipe Alexander e sua irmã, a princesa Tatiana von Fürstenberg, foram criados em Nova York. Alex estudou artes na Universidade Brown, onde se formou  1993  junto com sua primeira esposa, Alexandra Von Fürstenberg. Quando adolescente, ele morava no Carlyle Hotel, dois andares abaixo do empresário Robert Warren Miller e sua família; foi lá que conheceu a filha mais nova de Miller, Alexandra, que era três anos mais nova do que ele.  Eles se casaram em 28 de outubro de 1995, em uma cerimônia católica na Igreja de Santo Inácio de Loyola, em Nova York. Tiveram dois filhos
- Princesa Talita Von Furstenberg, nascida em 7 de maio de 1999 [4]
- Príncipe Tassilo Egon Maximiliano, nascido em 26 de agosto de 2001, que recebeu o nome de seu bisavô paterno.

Em 2002, eles se separaram e mais tarde se divorciaram, em um escândalo em que ele declarou que amava uma estudante de 19 anos. Mais tarde, ele anunciou seu noivado com a designer Ali Kay, que deu à luz dois filhos, o Príncipe Leon Von Furstenberg, em julho de 2012, e Príncipe Leon Von Furstenberg, em junho de 2020. Ele também é conhecido pelo escândalo em que ele assediou Reggie Miller por ter encontrado mensagens eróticas no celular, trocadas entre ele e sua parceira. 

## Carreira
Iniciou sua carreira em 1993 como operador na Mesa de Arbitragem de Risco da Allen and Company. Ele é agora o Diretor de Investimentos da Ranger Global Advisors, LLC, uma empresa familiar que ele fundou e que se concentra em investimentos oportunistas baseados em valor. Anteriormente, ele era o membro co-gerente e diretor de investimentos da Arrow Capital Management, LLC, uma empresa de investimento privada com foco em ações públicas globais. Desde 2001, ele atua como Diretor de Investimentos da Arrow Investments, Inc., um escritório de investimento privado que atende a família Diller-von Furstenberg.
Fürstenberg liderou a reestruturação da Diane von Fürstenberg Studio, LP, uma marca de estilo de vida de luxo global, elevando a receita anual de US $ 100 milhões para mais de US $ 200 milhões. Ele continua a ser sócio e diretor da empresa e também atua no Conselho de Administração do IAC, um conglomerado de Internet sediado nos EUA.

## Filantropia
É diretor e secretário da Fundação Família Diller-von Furstenberg, que é administrada por ele, sua mãe, Diane von Fürstenberg, seu padrasto, Barry Diller, ex-diretor da IAC / InterActiveCorp e sua irmã, a princesa Tatiana von Fürstenberg. .
A Fundação da Família Diller-von Furstenberg está envolvida em uma série de atividades de caridade em educação, reforma comunitária, defesa ambiental, pesquisa de doenças, assistência infantil, artes e humanidades e direitos humanos. A fundação também é responsável por duas dotações significativas para a High Line, um parque da cidade de Nova York construído sobre as fundações de uma ferrovia de alta linha desativada. 